# 스페셜 브로드캐스팅 서비스
스페셜 브로드캐스팅 서비스(Special Broadcasting Service, SBS)는 오스트레일리아의 다문화, 다언어 전문 공영방송국이다. 총 68개의 언어로 TV,라디오 방송을 하고 있다. 재원은 정부에서 받는 보조금 및 광고 수익으로 충당하고 있다.

## 연혁
- 1975년 - 시드니, 멜버른에서 라디오 방송 시작. 각각 7,8개 외국어 지원.
- 1980년 10월 24일 - 텔레비전 방송 시작 (VHF 채널 0번, UHF 채널 28번)
- 1983년 10월 16일 - 캔버라, 쿠마, 골범으로 권역 확대.
- 1985년 2월 18일 - 울런공, 브리즈번, 애들레이드, 뉴캐슬, 골드코스트로 권역 확대, SBS로 명칭 변경
- 1986년 1월 5일 - VHF 0번 방송 종료
- 1992년 - 뉴사우스웨일스의 신 사옥으로 이전
- 2001년 1월 1일 - 디지털 방송 시작 (채널 3번)

## 텔레비전 방송 채널
- SBS : 1980년 10월 24일 개국
- SBS HD : 2006년 12월 14일 개국한 HD 채널
- SBS World Movies (HD) : 2019년 7월 1일 개국. 1995년 10월부터 2018년 1월까지 유료방송으로 방송했던 이력이 있다.
- SBS Viceland (HD) : 2009년 6월 1일 개국. 2016년 11월 15일까지 SBS Two로 방송했다. 2019년 6월 17일부터 지상파는 HD로만 방송.
- SBS Food : 2015년 11월 17일 개국한 라이프스타일 채널. 2018년 11월 17일까지는 미국 푸드 네트워크와 제휴해 송출했었다.
- NITV : 2007년 7월 13일 개국한 오스트레일리아 토착민 대상 채널로 2012년 7월 1일에 SBS에 인수되었다.

## 라디오 방송 채널

### 아날로그, 디지털 겸영
- SBS Radio 1
- SBS Radio 2

### 디지털 전용
- SBS Radio 3
- SBS Radio 4 : BBC 월드 서비스 재전송, 일부 특집 방송으로 대체되기도 한다.
- SBS Chill : Chillout 계열 및 세계 음악 방송.
- SBS PopAsia : 동아시아계 가요 방송. (대한민국, 일본, 중화인민공화국, 중화민국, 홍콩)
- SBS PopAraby : 아랍계 가요 방송.
- SBS PopDesi : 인도계 가요 방송.

## 한국어 방송
(방송 시간은 오스트레일리아 동부 표준시 기준이다.)
- 라디오 방송은 SBS Radio 1에서 매일 오후 9시에 1시간 동안 방송된다.
- 텔레비전 방송은 한국의 뉴스채널인 YTN의 뉴스 프로그램을 그대로 방송하고 있다. SBS ONE에서는 매일 오전 5시에, SBS2에서는 오후 12시 30분에 방송한다. 이외에 각종 시간대 마다 한국의 교양 및 드라마 영화 프로그램을 방송하고 있다.